# Begonia espiritosantensis
Begonia espiritosantensis é uma espécie da flora de Brasil pertencente à família Begoniaceae. 

## Taxonomia
Begonia espiritosantensis foi nomeada pelas botânicas brasileiras Eliane de Lima Jacques e Maria Candida Henrique Mamede, descrito em Brittonia 56: 78, e publicado em 2004.

## Conservação
O Governo do Estado do Espírito Santo incluiu em 2005 B. espiritosantensis em sua primeira lista de espécies ameaçadas de extinção, por intermédio do Decreto nº 1.499-R, classificando-a como uma espécie "Criticamente em perigo" (CR).